# اعدام فرعون
اعدام فرعون فیلم مستندی است که توسط عده‌ای از هواداران ستاد پاسداشت شهدای نهضت جهانی اسلام ساخته شده و در تیر ۱۳۸۷ از تلویزیون جمهوری اسلامی ایران پخش شد.
تهیه‌کنندگی این فیلم را فروز رجایی‌فر دبیرکل ستاد پاسداشت شهدای نهضت جهانی اسلام برعهده داشته‌است. وزیر فرهنگ و ارشاد اسلامی وقت ایران، محمدحسین صفار هرندی ارتباط این فیلم با دولت ایران را رد کرد و اعلام داشت سازنده این فیلم شبکه الجزیره بوده اما یک گروه غیردولتی در ایران از آن حمایت کرده که ربطی به دولت ندارد.
این مستند ۶۲ دقیقه به زبان عربی با زیرنویس فارسی است و به بررسی چگونگی ترور انور سادات رئیس‌جمهور اسبق مصر می‌پردازد.
پس از انقلاب ۱۳۵۷ روابط ایران و مصر به دلیل برقراری رابطه میان مصر و اسرائیل به دستور روح‌الله خمینی قطع گردید. ایران ضمن حمایت و تأیید ترور انور سادات، نام یکی از خیابان‌های مهم شمال تهران را به نام خالد اسلامبولی (عامل ترور وی) نامگذاری کرد.
پخش این فیلم ضربه شدیدی به روابط ایران و مصر که از هنگام روی کار آمدن دولت اصلاح طلب محمد خاتمی رو به بهبود بود وارد ساخت.

## واکنش مصر
دفتر شبکه عرب‌زبان «العالم» وابسته به صدا و سیمای ایران در مصر، توسط پلیس اشغال و تعطیل گردید و همچنین بازی دوستانه فوتبال میان تیم ملی فوتبال ایران و تیم ملی فوتبال مصر توسط فدراسیون فوتبال مصر لغو شد.
دانشگاه الازهر مصر نیز خواستار سوزاندن این فیلم شد.

## واکنش خانواده انور سادات
رقیه سادات دختر انور سادات اعلام کرد: «عوامل سازنده این فیلم باید قبل از ساختن فیلم از خانواده اجازه می‌گرفتند. ما جواب دندان‌شکنی به این بی‌حرمتی خواهیم داد.» طلعت سادات، نماینده سابق مجلس مصر و برادرزاده رئیس‌جمهور هم گفت: «تهیه فیلم‌هایی از این دست تلاش رذیلانه‌ای است برای تخریب چهره این مرد (انورسادات) و قلب تاریخ». خانواده وی تهدید کردند که از تلویزیون ایران شکایت خواهند کرد.
گروه‌های روشنفکری و اسلامی مصر نیز این فیلم را محکوم کردند.

## فیلم خمینی امام خون
سردبیر روزنامه «الوطنی الیوم» سخنگوی رسمی حزب ملی حاکم در مصر، آغاز به کار پروژه تولید یک فیلم جدید بنام «خمینی امام خون» را اعلام کرد، وی این فیلم را پاسخی مستقیم به «توهین ایرانیان» از طریق فیلم «اعدام فرعون» به محمد انور السادات و تلاش آنان برای خدشه‌دار نمودن شخصیت وی برشمرد و وی را سمبل مصریان در جنگ و صلح به حساب آورد.